# نیکمرکس
نیکلاس کولشف (متولد ۲۱ نوامبر ۱۹۹۰)، که بیشتر با نام نیکمرکس (Nickmercs) شناخته می‌شود، استریمر توییچ آمریکایی، یوتیوبر و یکی از مالکان فیز کلن است که بازی فورتنایت بتل رویال، ندای وظیفه: وارزون و ایپکس لجندز را بازی می‌کند.

## حرفه
کولشف اهل دیترویت، میشیگان می‌باشد. او اولین بار نام خود را به عنوان یک بازیکن حرفه‌ای چرخ‌دنده‌های جنگ در اواخر دهه ۲۰۰۰ بر سر زبان‌ها انداخت. او همچنین هیلو را به صورت حرفه‌ای بازی می‌کرد. در این مدت او به دلیل کری خوانی علیه نینجا بازخوردهای متعددی داشت.
در ماه مه ۲۰۱۹، کولشف به دلیل وعده‌های شکست خورده و مدیریت ضعیف از «وان هاندرد ثیوز» جدا شد. او اواخر همان ماه به فیز کلن پیوست.
علی‌رغم پیشنهادهای مختلف از سرویس دهنده‌های استریم رقیب، کولشف اعلام نمود که در توییچ می‌ماند. کولشف بیش از ۶۷۰۰۰ بیننده در توییچ به دست آورده است. تخمین زده می‌شود که او در سال ۲۰۱۹ شش میلیون دلار درآمد کسب کرده باشد، همچنین او دهمین گیمر پردرآمد آن سال نیز بود.
نیک در جامعه بازی به عنوان رهبر ام‌فم شناخته می‌شود. او اغلب از طریق هدایا، حمایت از استریمرهای کوچکتر، گردآورنده باربیکیو ام‌فم، رویدادهای رایگان برای اعضای ام‌فم و خانواده‌هایشان، به جامعه خود کمک می‌کند. این باربیکیو دارای مجموعه ای از بازی‌ها، غذاها، هدایا و حال و هوای خوب است.

## زندگی شخصی
در ۸ ژوئیه ۲۰۱۹، کولشف در جریان استریم از دوست دختر دیرینه خود امومیتا بونیتا خواستگاری نمود. آنها بعداً در ۱۰ اکتبر ۲۰۲۰ ازدواج کردند.

## جوایز و نامزدها
| سال  | مراسم                  | دسته‌بندی                 | نتیجه     | مرجع.  |
| ---- | ---------------------- | ------------------------ | --------- | ------ |
| ۲۰۲۰ | یازدهمین جوایز شورتی   | استریمر توییچ سال        | نامزدشده  | [ ۷ ]  |
| ۲۰۲۰ | جوایز بازی ۲۰۲۰        | سازنده محتوا سال         | نامزدشده  | [ ۸ ]  |
| ۲۰۲۰ | دهمین جوایز استریمی    | بهترین استریمر           | برنده     | [ ۹ ]  |
| ۲۰۲۱ | یازدهمین جوایز استریمی | بهترین استریمر           | در انتظار | [ ۱۰ ] |
| ۲۰۲۲ | جوایز استریمر          | بهترین استریمر بتل رویال | نامزدشده  | [ ۱۱ ] |